# Хохряков Семен Васильович
Семен Васильович Хохряков (31 грудня 1915, Коелга — 17 квітня 1945) — двічі Герой Радянського Союзу, в роки радянсько-німецької війни командир танкового батальйону 54-ї гвардійської танкової бригади Васильківського 7-го гвардійського танкового корпусу 3-ї гвардійської танкової армії, гвардії майор.

## Біографія
Народився 31 грудня 1915 року в селі Коелга (нині Єткульского району Челябінської області) в сім'ї робітника. Росіянин. Член ВКП (б) з 1939 року. У 1923 році поступив на навчання в школу Міськпромуча міста Копейськ Челябінської області, по закінченні якої працював електрослюсарем на шахті.
У Червоній Армії з 1937 року. У 1939 році закінчив Військово-політичне училище імені В. І. Леніна. Учасник боїв з японськими загарбниками на річці Халхин-Гол у 1939 році.
Під час радянсько-німецької війни С. В. Хохряков воєнком танкового батальйону на Західному і Калінінському фронтах. Брав участь у боях під містами: Барановичі в 1941 році, Веліж в 1942 році. У 1942 році йому присвоєно військове звання майор. У 1943 році закінчив Вищу офіцерську бронетанкову школу.
З січня 1944 року гвардії майор С. В. Хохряков — командир танкового батальйону 54-ї гвардійської танкової бригади на 1-му Українському фронті. Батальйон Хохрякова визволяв Україну, знищивши велику кількість танків, самохідних і артилерійських гармат, мінометів, живої сили противника. На рахунку екіпажу танка самого комбата Хохрякова налічувалося 9 гармат і мінометів, 10 танків, 5 автомашин, 120 солдатів і офіцерів.
Указом Президії Верховної Ради СРСР від 24 травня 1944 року гвардії майору Хохрякову Семену Васильовичу присвоєно звання Героя Радянського Союзу з врученням ордена Леніна і медалі «Золота Зірка».
Танковий батальйон С. В. Хохрякова звільняв міста: Старокостянтинів, Проскурів у 1944 році, Ченстохова, Бунцлау (Болеславець) в 1945 році. Особливо блискуча військова операція була проведена комбатом Хохрякова С. В. під містом Ченстохова, коли його батальйон, пройшовши з боями понад 200 кілометрів і звільнивши це польський місто, відкрив шлях основним силам Радянської Армії на територію гітлерівської Німеччини.
Указом Президії Верховної Ради СРСР від 10 квітня 1945 року за героїзм, мужність і вміле керівництво бойовими діями батальйону гвардії майор Хохряков Семен Васильович удостоєний другої медалі «Золота Зірка».
16 квітня 1945 почалася Берлінська операція, в якій брав участь і танковий батальйон гвардії майора Хохрякова С. В., який входив до складу 54-ї гвардійської танкової бригади Васильківського 7-го гвардійського танкового корпусу 3-ї гвардійської танкової армії 1-го Українського фронту. Батальйон С. В. Хохрякова йшов у голові наступаючої колони. І першим натрапив на засідку. Сталося це 17 квітня 1945 року, о пів на четверту ранку. Вже пораненого комбата вели до танка ординарець Шевченко і майор Мальцев. Розірвалася поруч снаряд поклав на землю всіх трьох. Їх рани виявилися смертельними.

Могила у Василькові

Двічі Героя Радянського Союзу С. В. Хохрякова поховали в місті Василькові Київської області.
Нагороджений орденом Леніна, медаллю «За відвагу» і орденом МНР «Полярна Зірка».

## Вшанування пам'яті
Музеї, присвячені пам'яті Хохрякова С. В. відкриті в місті Копейськ і селі Коелга Челябінської області, в місті Копейськ йому поставлено пам'ятник і його ім'ям названо вулицю. Пам'яті легендарного земляка присвячені турніри з боксу, що проводяться в Копейську і Челябінську, останній з яких — XXXV-й Міжнародний Меморіал, — проходив 9—13 травня 2003 року.